# Masters Tournament 1972
In 1972 werd de 36ste editie van de Masters zoals ieder jaar op de Augusta National Golf Club gespeeld.
Vanaf ronde 1 stond Jack Nicklaus aan de leiding. Hij had de Masters al in 1963, 1965 en 1966 gewonnen en behaalde dit jaar zijn vierde overwinning met een score van 286 (-2). Zijn eerste ronde was 68 en die score bleef het toernooirecord. Op de tweede plaats eindigden Bobby Mitchell, Bruce Crampton en Tom Weiskopf, allen met een score van 289. Drievoudig winnaar Sam Snead eindigde op de 27ste plaats en viervoudig winnaar Arnold Palmer kwam niet verder dan de 33ste plaats.
De Masters stond op de kalender van de Europese Tour, die in 1972 haar eerste seizoen beleefde, maar het prijzengeld telde niet mee voor de Europese Order of Merit. Tony Jacklin werd 27ste, Peter Oosterhuis 38ste.
| Speler                                     | Score                                           | Score | Rang | Info                              |
| ------------------------------------------ | ----------------------------------------------- | ----- | ---- | --------------------------------- |
| Jack Nicklaus                              | 68-71-73-74=286                                 | -2    | 1    | winnaar in 1963, 1965, 1966       |
| Bobby Mitchell Bruce Crampton Tom Weiskopf | 73-72-71-73=289 72-75-69-73=289 74-71-70-74=289 | +1    | T2   | = =                               |
| Gary Player                                | 73-75-72-71=291                                 | +3    | T10  | winnaar in 1961                   |
| George Archer                              | 73-75-72-72=292                                 | +4    | T12  | winnaar in 1969                   |
| Chris Coody                                | 73-70-74-75=292                                 | +4    | T12  | winnaar in 1971                   |
| Billy Casper                               | 75-71-74-74=294                                 | +6    | T17  | winnaar in 1970                   |
| Bob Goalby                                 | 73-76-72-73=294                                 | +6    | T17  | winnaar in 1968                   |
| Sam Snead                                  | 69-75-76-77=297                                 | +9    | T27  | winnaar in 1949, 1952, 1954       |
| Arnold Palmer                              | 70-75-74-81=300                                 | +12   | T33  | winnaar in 1958, 1960, 1962, 1964 |

Het was de eerste keer dat de oprichter van het toernooi, Bobby Jones er niet bij was, hij was vier maanden eerder overleden.
Terug van weggeweest was commentator Jack Whitaker, die voor CBS Sports werkte maar vijf jaar geen verslag van de Masters mocht doen nadat hij de toeschouwers had beledigd tijdens de play-off van 1966. De play-off bestond toen nog uit 18 holes, die op maandag gespeeld werden. Ook toen won Jack Nicklaus.
Amateurs
Ben Crenshaw eindigde als beste amateur op de 19de plaats; hij werd in 1973 professional en won de Masters in 1984. Tom Kite werd 27ste, hij werd eind 1972 professional en won het US Open in 1992. Beiden waren in 1973 rookie op de Amerikaanse Tour.
1934 ·
1935 ·
1936 ·
1937 ·
1938 ·
1939 ·
1940 ·
1941 ·
1942 ·
1943 ·
1944 ·
1945 ·
1946 ·
1947 ·
1948 ·
1949 ·
1950 ·
1951 ·
1952 ·
1953 ·
1954 ·
1955 ·
1956 ·
1957 ·
1958 ·
1959 ·
1960 ·
1961 ·
1962 ·
1963 ·
1964 ·
1965 ·
1966 ·
1967 ·
1968 ·
1969 ·
1970 ·
1971 ·
1972 ·
1973 ·
1974 ·
1975 ·
1976 ·
1977 ·
1978 ·
1979 ·
1980 ·
1981 ·
1982 ·
1983 ·
1984 ·
1985 ·
1986 ·
1987 ·
1988 ·
1989 ·
1990 ·
1991 ·
1992 ·
1993 ·
1994 ·
1995 ·
1996 ·
1997 ·
1998 ·
1999 ·
2000 ·
2001 ·
2002 ·
2003 ·
2004 ·
2005 ·
2006 ·
2007 ·
2008 ·
2009 ·
2010 ·
2011 ·
2012 ·
2013 ·
2014 ·
2015 ·
2016 ·
2017 ·
2018 ·
2019 ·
2020